# Jean Baptiste Nicolas Boyer de Paradis
Pour les articles homonymes, voir Boyer et Paradis (homonymie).
Jean Baptiste Nicolas Boyer de Paradis, né le 5 août 1693 à Marseille (paroisse Saint-Ferréol) et mort le 2 avril 1768 à Paris (paroisse Saint Sulpice) à l'âge de 74 ans, est un médecin français.

## Biographie
Fils de Jean Antoine Baptiste Boyer et de Marguerite Venture, il est reçu docteur en médecine de la faculté de Montpellier en 1717.
Doyen de la Faculté de Paris, il participe à la lutte contre l’épidémie de peste à Marseille en 1720 par ordre de Philippe d'Orléans régent de France et devient médecin du régiment des Gardes françaises (1723), puis inspecteur des hôpitaux en Flandres et enfin inspecteur des hôpitaux militaires du royaume (1757). 
Traitant essentiellement les maladies épidémiques et contagieuses, il apporte de Constantinople le système de l'inoculation et parvient ainsi à vaincre l'épidémie qui touchait les troupes de l’archevêché de Trèves (1734). En 1742, il parvient à arrêter une épizootie proche de Paris.

## Sources
- Musée-bibliothèque Paul Arbaud (Académie d'Aix-en-Provence)
- Louis Dulieu, Montpellier et la Médecine militaire française sous l’Ancien Régime
- Pièces historiques sur la peste de Marseille et d’une partie de la Provence en 1720, 1721 et 1722
- Émile Perrier, Les bibliophiles et les collectionneurs provençaux anciens et modernes : arrondissement de Marseille, Barthelet et Cie, 1897